# Final de la Serie A de Ecuador 2024
La Final 2024 o Tercera etapa de la Serie A de Ecuador 2024 definió al campeón y subcampeón del torneo. El ganador de la Primera etapa se enfrentó al ganador de la Segunda etapa del campeonato en partidos de ida y vuelta. Los partidos se los disputaron el 7 de diciembre la ida y el 14 de diciembre la vuelta; participaron Independiente del Valle como ganador de la Fase 1 y Liga Deportiva Universitaria como ganador de la Fase 2.
La Final la disputaron los dos equipos más destacados de cada etapa, cada fase tuvo un protagonista diferente, la primera fue para el equipo rayado y la segunda para los albos, en cada una el equipo que llegaba con la ventaja de depender de sí mismo la ganó. En la tabla acumulada, el matagigantes terminó por encima del rey de copas, lo que le permitió a Independiente del Valle terminar de local en el partido de vuelta.
Liga Deportiva Universitaria logró coronarse por décima tercera vez en el historial de la Serie A de Ecuador tras ganar la ida en «Casa Blanca» por 3-0 y en el partido de vuelta en el estadio de IDV perder 1-0 y llevarse el marcador global por 3-1. Liga también logró el bicampeonato tras la estrella 12 en 2023, siendo el tercero de su historia tras los conseguidos en 1974-1975 y 1998-1999.

## Antecedentes
Es la segunda ocasión en la que Independiente del Valle y Liga Deportiva Universitaria se enfrentaron en una final que definió al monarca del año dentro del campeonato ecuatoriano de fútbol; siendo la misma final disputada en 2023 con victoria para los albos alcanzando su estrella número 12, también fue la primera vez en la historia del fútbol profesional ecuatoriano que una final se repitió a temporada consecutiva.
En la historia de los campeonatos nacionales fue la final número 25 que se jugó para definir al campeón de la temporada. Para Liga esta fue la final número 11 disputada en la historia de la Serie A, con esto Liga se convirtió en el equipo con más finales disputadas en la historia de la Primera Categoría A. En las diez anteriores, el equipo universitario ganó siete, las cuales sucedieron en los campeonatos de 1974, 1998, 1999, Apertura 2005, 2010, 2018 y el último antecedente en 2023, donde derrotó a Independiente por 3-0 en la tanda de penales tras empatar en el marcador global 1-1 en el estadio Rodrigo Paz Delgado. Mientras que para Independiente del Valle fue la tercera final en su historia tras la edición ganada en 2021 y la perdida en 2023.

## Modo de disputa
La fase se disputó por eliminación directa a partidos de ida y vuelta, donde el ganador fue quien obtuvo más puntos y goles a favor. De producirse empate, se procedía a la definición por tiros desde el punto penal sin prórroga previa, en esta instancia el gol de visitante no tuvo validez. El ganador se coronó campeón de la LigaPro Bet593 2023 y clasificó a la Fase de grupos de la Copa Libertadores 2025 como Ecuador 1, mientras que el subcampeón también clasificó a la fase grupal y fue Ecuador 2. Por parte de la LigaPro se implementó para ambos partidos el árbitro asistente de video (VAR).

## Clubes clasificados
| Independiente del Valle      |  |  |  | Ganador de la Primera etapa |
| Liga Deportiva Universitaria |  |  |  | Ganador de la Segunda etapa |

## Camino a la Final

### Independiente del Valle
La campaña de Independiente del Valle durante la primera etapa fue destacada, una de las mejores en sus participaciones bajo esta modalidad de campeonato, fue el equipo con la defensa menos batida, vio su valla caer en ocho oportunidades, marcó 23 goles a favor, terminó invicto la fase al ser el equipo con más victorias en la etapa, 10 veces ganó el cuadro rayado y empató en los cinco restantes. En la segunda etapa tuvo un mal arranque al ser derrotado por primera vez en el año y de manera consecutiva por Delfín y Barcelona, posterior a eso entró en una racha de diez partidos sumando puntos (8 victorias y 2 empates), esto le permitió luchar por ser campeón directo, la caída ante Liga frenó el avance y finalmente terminó en el segundo lugar con 30 puntos, compartió el registro con los albos como el equipo que menos goles recibió 14 en total y el que más anotó con 33 goles. En el acumulado de la temporada terminó en el primer lugar con 65 puntos y juega la vuelta de la final en casa, fue el equipo que menos goles recibió en el año con 22 tantos en contra y el tercero más goleador con 56 dianas. El goleador del equipo en la primera etapa fue Renzo López con cinco goles y en la segunda etapa fue Jeison Medina con nueve tantos, que también fue el goleador del año con diez anotaciones, el colombiano llegó a mitad de temporada procedente de Aucas. El director técnico durante toda la temporada fue Javier Gandolfi, fue escogido por la LigaPro como el mejor técnico de la Fase 1.
| Etapa     | Posición | PTS | PJ | PG | PE | PP | GF | GC | DG  |
| --------- | -------- | --- | -- | -- | -- | -- | -- | -- | --- |
| Primera   | 1.º      | 35  | 15 | 10 | 5  | 0  | 23 | 8  | +15 |
| Segunda   | 2.º      | 30  | 15 | 9  | 3  | 3  | 33 | 14 | +19 |
| Acumulada | 1.º      | 65  | 30 | 19 | 8  | 3  | 56 | 22 | +34 |

### Liga Deportiva Universitaria
Los números de Liga en la Fase 1 dieron como resultado que se ubique en el tercer lugar, fue el tercer equipo más goleador, fueron 27 goles en total, durante la etapa tuvo altos y bajos. En la segunda etapa tomó protagonismo, con mayor efectividad en el juego fue el equipo que más partidos ganó (11), fue el equipo con el arco con menos goles recibidos, 14 goles se encajaron en el arco liguista y el que más anotó con 33 goles, solo tuvo dos derrotas en la Fase 2, ante Imbabura en el estadio Olímpico de Ibarra y con Delfín en el Jocay. En la temporada en general perdió cinco partidos (contra Imbabura, Delfín, Aucas, Barcelona y Orense), en la tabla acumulada terminó igualado con IDV como el equipo que más puntos sacó en el año con 65, se confirmó como el equipo con la tercera valla menos batida con 31 goles en contra y el más goleador con 60 goles. El goleador de la temporada fue Álex Arce con 26 goles al cierre de la fase regular, en la primera etapa anotó 14 dianas, mientras que en la segunda etapa marcó 12 conquistas, empatando la marca de Jonatan Bauman en 2021 en un solo año en torneos LigaPro. Al finalizar segundo en el acumulado, el partido de ida de la final lo disputa en condición de local. Concluida la fecha 13 de la Fase 2 fue sancionado con tres puntos menos por la Comisión Disciplinaria de la FEF por no cumplir con el pago de deudas pendientes con exjugadores del club, esto fue apelado ante el Tribunal de Apelaciones, mismo que resolvió devolver los puntos a LDU al demostar el cumplimiento a tiempo del pago. El director técnico que inició la temporada fue Josep Alcácer, sin embargo dejó la institución por mutuo acuerdo el 23 de mayo, le siguió un breve interinato de Patricio Hurtado y finalmente fue anunciado Pablo «Vitamina» Sánchez como entrenador principal, su campaña en la segunda etapa le valió ser escogido por la LigaPro como el mejor técnico de la Fase 2.
| Etapa     | Posición | PTS | PJ | PG | PE | PP | GF | GC | DG  |
| --------- | -------- | --- | -- | -- | -- | -- | -- | -- | --- |
| Primera   | 3.º      | 30  | 15 | 9  | 3  | 3  | 27 | 17 | +10 |
| Segunda   | 1.º      | 35  | 15 | 11 | 2  | 2  | 33 | 14 | +19 |
| Acumulada | 2.º      | 65  | 30 | 20 | 5  | 5  | 60 | 31 | +29 |

## Partidos en la temporada
| Fecha          | Etapa   | Ciudad | Resultado                                   | Ref.          |
| -------------- | ------- | ------ | ------------------------------------------- | ------------- |
| 18 de mayo     | Primera | Quito  | Independiente del Valle 1 : 1 Liga de Quito | [ 29 ] [ 30 ] |
| 9 de noviembre | Segunda | Quito  | Liga de Quito 2 : 1 Independiente del Valle | [ 31 ] [ 32 ] |

## Estadios
| Quito                       | Quito                   |
| --------------------------- | ----------------------- |
| Estadio Rodrigo Paz Delgado | Estadio Banco Guayaquil |
| Capacidad: 41 575           | Capacidad: 12 000       |
|                             |                         |

## Llave
|                               | vs.               |
| Independiente del Valle 1 0 1 | Liga de Quito 3 0 |

## Partido
- Los horarios corresponden a la hora de Ecuador (UTC-5).[33][34]

### Independiente del Valle - Liga de Quito
| Ida; 7 de diciembre, 15:30 | Liga de Quito                  | 3:0 (1:0) | Independiente del Valle | Estadio Rodrigo Paz Delgado, Quito                                        |                                                                           |
|                            | Arce 45+2', 57' · Villamíl 73' | Reporte   |                         | Asistencia: 17 938 espectadores Árbitro(s): Bryan Loayza VAR: Luis Quiroz | Asistencia: 17 938 espectadores Árbitro(s): Bryan Loayza VAR: Luis Quiroz |

| Vuelta; 14 de diciembre, 15:30 | Independiente del Valle | 1:0 (0:0) (Global 1:3) | Liga de Quito | Estadio Banco Guayaquil, Quito                                                |                                                                               |
|                                | Zárate 90+6'            | Reporte                |               | Asistencia: 8800 espectadores Árbitro(s): Guillermo Guerrero VAR: Carlos Orbe | Asistencia: 8800 espectadores Árbitro(s): Guillermo Guerrero VAR: Carlos Orbe |

- Liga Deportiva Universitaria ganó 3-1 en el marcador global.

#### Ida
| 22         | Guardameta     | Alexander Domínguez |     |
| 31         | Defensa        | Daniel de la Cruz   |     |
| 4          | Defensa        | Ricardo Adé         |     |
| 3          | Defensa        | Richard Mina        |     |
| 33         | Defensa        | Leonel Quiñónez     |     |
| 15         | Centrocampista | Gabriel Villamíl    |     |
| 18         | Centrocampista | Ezequiel Piovi      |     |
| 20         | Centrocampista | Fernando Cornejo    | 81' |
| 29         | Delantero      | Bryan Ramírez       | 71' |
| 19         | Delantero      | Álex Arce           | 80' |
| 26         | Delantero      | Jhojan Julio        | 87' |
| Entrenador | Entrenador     | Pablo Sánchez       |     |

| 22         | Guardameta     | Guido Villar      |     |
| 4          | Defensa        | Anthony Landázuri |     |
| 2          | Defensa        | Luis Zárate       |     |
| 5          | Defensa        | Richard Schunke   |     |
| 15         | Defensa        | Beder Caicedo     |     |
| 18         | Centrocampista | Cristian Zabala   |     |
| 80         | Centrocampista | Joao Ortiz        | 62' |
| 50         | Centrocampista | Keny Arroyo       | 78' |
| 51         | Centrocampista | Yaimar Medina     |     |
| 20         | Centrocampista | Bryan García      | 62' |
| 9          | Delantero      | Jeison Medina     |     |
| Entrenador | Entrenador     | Javier Gandolfi   |     |

| 9  | Delantero      | Lisandro Alzugaray | 71' |
| 11 | Delantero      | Michael Estrada    | 80' |
| 25 | Centrocampista | Madison Julio      | 81' |
| 8  | Delantero      | Luis Estupiñán     | 87' |

| 8  | Delantero      | Romario Ibarra | 62' |
| 16 | Centrocampista | Kendry Páez    | 62' |
| 30 | Delantero      | Renato Ibarra  | 78' |

| Anotado | 45+2' | Álex Arce        | 1–0 |
| Anotado | 57'   | Álex Arce        | 2–0 |
| Anotado | 73'   | Gabriel Villamíl | 3–0 |

| Amonestado | 90' | Michael Estrada |

| Árbitro                | Bryan Loayza     |
| Árbitros asistentes    | Andrés Tola      |
| Árbitros asistentes    | Juan Aguiar      |
| Cuarto árbitro         | Robert Cabrera   |
| Quinto árbitro         | Byron Romero     |
| VAR                    | Luis Quiroz      |
| Adicionales VAR        | Diego Lara       |
| Adicionales VAR        | Edison Vásquez   |
| Quality Mánager        | Oswaldo Segura   |
| Asesor de árbitros     | José Carpio      |
| Comisario de juego     | Frank Tapia      |
| Delegados de seguridad | Juan Carlos Pico |
| Delegados de seguridad | José Rosero      |
| Oficial de patrocinio  | María Ávila      |

| 22         | Guardameta     | Alexander Domínguez |     |
| 31         | Defensa        | Daniel de la Cruz   |     |
| 4          | Defensa        | Ricardo Adé         |     |
| 3          | Defensa        | Richard Mina        |     |
| 33         | Defensa        | Leonel Quiñónez     |     |
| 15         | Centrocampista | Gabriel Villamíl    |     |
| 18         | Centrocampista | Ezequiel Piovi      |     |
| 20         | Centrocampista | Fernando Cornejo    | 81' |
| 29         | Delantero      | Bryan Ramírez       | 71' |
| 19         | Delantero      | Álex Arce           | 80' |
| 26         | Delantero      | Jhojan Julio        | 87' |
| Entrenador | Entrenador     | Pablo Sánchez       |     |

| 22         | Guardameta     | Guido Villar      |     |
| 4          | Defensa        | Anthony Landázuri |     |
| 2          | Defensa        | Luis Zárate       |     |
| 5          | Defensa        | Richard Schunke   |     |
| 15         | Defensa        | Beder Caicedo     |     |
| 18         | Centrocampista | Cristian Zabala   |     |
| 80         | Centrocampista | Joao Ortiz        | 62' |
| 50         | Centrocampista | Keny Arroyo       | 78' |
| 51         | Centrocampista | Yaimar Medina     |     |
| 20         | Centrocampista | Bryan García      | 62' |
| 9          | Delantero      | Jeison Medina     |     |
| Entrenador | Entrenador     | Javier Gandolfi   |     |

| 9  | Delantero      | Lisandro Alzugaray | 71' |
| 11 | Delantero      | Michael Estrada    | 80' |
| 25 | Centrocampista | Madison Julio      | 81' |
| 8  | Delantero      | Luis Estupiñán     | 87' |

| 8  | Delantero      | Romario Ibarra | 62' |
| 16 | Centrocampista | Kendry Páez    | 62' |
| 30 | Delantero      | Renato Ibarra  | 78' |

| Anotado | 45+2' | Álex Arce        | 1–0 |
| Anotado | 57'   | Álex Arce        | 2–0 |
| Anotado | 73'   | Gabriel Villamíl | 3–0 |

| Amonestado | 90' | Michael Estrada |

| Árbitro                | Bryan Loayza     |
| Árbitros asistentes    | Andrés Tola      |
| Árbitros asistentes    | Juan Aguiar      |
| Cuarto árbitro         | Robert Cabrera   |
| Quinto árbitro         | Byron Romero     |
| VAR                    | Luis Quiroz      |
| Adicionales VAR        | Diego Lara       |
| Adicionales VAR        | Edison Vásquez   |
| Quality Mánager        | Oswaldo Segura   |
| Asesor de árbitros     | José Carpio      |
| Comisario de juego     | Frank Tapia      |
| Delegados de seguridad | Juan Carlos Pico |
| Delegados de seguridad | José Rosero      |
| Oficial de patrocinio  | María Ávila      |

| \| Estadísticas \| LDU \| IDV \| \| ---------------------- \| --- \| --- \| \| Tiros \| 11 \| 13 \| \| Tiros al arco \| 7 \| 2 \| \| Faltas \| 11 \| 7 \| \| Penales \| 0 \| 0 \| \| Tiros de esquina \| 4 \| 9 \| \| Fueras de juego \| 4 \| 1 \| \| Tarjetas amarillas \| 1 \| 0 \| \| Tarjetas rojas \| 0 \| 0 \| \| Posesión \| 40% \| 60% \| \| Pases \| 255 \| 367 \| \| Precisión de los pases \| 73% \| 80% \| | Alineación inicial |     |
| Estadísticas | LDU                | IDV |
| Tiros | 11                 | 13  |
| Tiros al arco | 7                  | 2   |
| Faltas | 11                 | 7   |
| Penales | 0                  | 0   |
| Tiros de esquina | 4                  | 9   |
| Fueras de juego | 4                  | 1   |
| Tarjetas amarillas | 1                  | 0   |
| Tarjetas rojas | 0                  | 0   |
| Posesión | 40%                | 60% |
| Pases | 255                | 367 |
| Precisión de los pases | 73%                | 80% |

#### Vuelta
| 22         | Guardameta     | Guido Villar     |     |
| 13         | Defensa        | Matías Fernández | 75' |
| 14         | Defensa        | Mateo Carabajal  | 64' |
| 5          | Defensa        | Richard Schunke  |     |
| 15         | Defensa        | Beder Caicedo    |     |
| 18         | Centrocampista | Cristian Zabala  | 75' |
| 80         | Centrocampista | Joao Ortiz       |     |
| 50         | Centrocampista | Keny Arroyo      |     |
| 16         | Centrocampista | Kendry Páez      |     |
| 30         | Centrocampista | Renato Ibarra    | 61' |
| 9          | Delantero      | Jeison Medina    |     |
| Entrenador | Entrenador     | Javier Gandolfi  |     |

| 22         | Guardameta     | Alexander Domínguez |     |
| 31         | Defensa        | Daniel de la Cruz   | 46' |
| 4          | Defensa        | Ricardo Adé         |     |
| 3          | Defensa        | Richard Mina        |     |
| 33         | Defensa        | Leonel Quiñónez     | 73' |
| 15         | Centrocampista | Gabriel Villamíl    | 56' |
| 18         | Centrocampista | Ezequiel Piovi      |     |
| 20         | Centrocampista | Fernando Cornejo    |     |
| 29         | Delantero      | Bryan Ramírez       |     |
| 19         | Delantero      | Álex Arce           | 82' |
| 26         | Delantero      | Jhojan Julio        | 73' |
| Entrenador | Entrenador     | Pablo Sánchez       |     |

| 11 | Delantero      | Michael Hoyos     | 61' |
| 2  | Defensa        | Luis Zárate       | 64' |
| 4  | Defensa        | Anthony Landázuri | 75' |
| 20 | Centrocampista | Bryan García      | 75' |

| 14 | Defensa        | José Quintero      | 46' |
| 25 | Centrocampista | Madison Julio      | 56' |
| 30 | Defensa        | Gian Franco Allala | 73' |
| 9  | Delantero      | Lisandro Alzugaray | 73' |
| 11 | Delantero      | Michael Estrada    | 82' |

| Anotado | 90+6' | Luis Zárate | 1–0 |

| Amonestado | 36' | Mateo Carabajal |
| Amonestado | 42' | Renato Ibarra   |
| Amonestado | 83' | Beder Caicedo   |

| Amonestado | 36'   | Gabriel Villamíl  |
| Amonestado | 38'   | Leonel Quiñónez   |
| Amonestado | 45+2' | Ricardo Adé       |
| Amonestado | 45+2' | Daniel de la Cruz |
| Amonestado | 46'   | José Quintero     |
| Amonestado | 82'   | Álex Arce         |

| Árbitro                 | Guillermo Guerrero |
| Árbitros asistentes     | Christian Lescano  |
| Árbitros asistentes     | Edwin Bravo        |
| Cuarto árbitro          | Anthony Díaz       |
| Quinto árbitro          | Mauricio Lozada    |
| VAR                     | Carlos Orbe        |
| Adicionales VAR         | Carlos Bayas       |
| Adicionales VAR         | Mónica Amboya      |
| Quality Mánager         | Luis Vera          |
| Asesor de árbitros      | Samuel Haro        |
| Comisario de juego      | Dennis Hidalgo     |
| Delegados de seguridad  | José Rosero        |
| Delegados de seguridad  | Juan Carlos Pico   |
| Delegados de seguridad  | Frank Tapia        |
| Oficiales de patrocinio | Lorena Ávila       |
| Oficiales de patrocinio | María Ávila        |
| Oficiales de patrocinio | Hugo Angos         |

| 22         | Guardameta     | Guido Villar     |     |
| 13         | Defensa        | Matías Fernández | 75' |
| 14         | Defensa        | Mateo Carabajal  | 64' |
| 5          | Defensa        | Richard Schunke  |     |
| 15         | Defensa        | Beder Caicedo    |     |
| 18         | Centrocampista | Cristian Zabala  | 75' |
| 80         | Centrocampista | Joao Ortiz       |     |
| 50         | Centrocampista | Keny Arroyo      |     |
| 16         | Centrocampista | Kendry Páez      |     |
| 30         | Centrocampista | Renato Ibarra    | 61' |
| 9          | Delantero      | Jeison Medina    |     |
| Entrenador | Entrenador     | Javier Gandolfi  |     |

| 22         | Guardameta     | Alexander Domínguez |     |
| 31         | Defensa        | Daniel de la Cruz   | 46' |
| 4          | Defensa        | Ricardo Adé         |     |
| 3          | Defensa        | Richard Mina        |     |
| 33         | Defensa        | Leonel Quiñónez     | 73' |
| 15         | Centrocampista | Gabriel Villamíl    | 56' |
| 18         | Centrocampista | Ezequiel Piovi      |     |
| 20         | Centrocampista | Fernando Cornejo    |     |
| 29         | Delantero      | Bryan Ramírez       |     |
| 19         | Delantero      | Álex Arce           | 82' |
| 26         | Delantero      | Jhojan Julio        | 73' |
| Entrenador | Entrenador     | Pablo Sánchez       |     |

| 11 | Delantero      | Michael Hoyos     | 61' |
| 2  | Defensa        | Luis Zárate       | 64' |
| 4  | Defensa        | Anthony Landázuri | 75' |
| 20 | Centrocampista | Bryan García      | 75' |

| 14 | Defensa        | José Quintero      | 46' |
| 25 | Centrocampista | Madison Julio      | 56' |
| 30 | Defensa        | Gian Franco Allala | 73' |
| 9  | Delantero      | Lisandro Alzugaray | 73' |
| 11 | Delantero      | Michael Estrada    | 82' |

| Anotado | 90+6' | Luis Zárate | 1–0 |

| Amonestado | 36' | Mateo Carabajal |
| Amonestado | 42' | Renato Ibarra   |
| Amonestado | 83' | Beder Caicedo   |

| Amonestado | 36'   | Gabriel Villamíl  |
| Amonestado | 38'   | Leonel Quiñónez   |
| Amonestado | 45+2' | Ricardo Adé       |
| Amonestado | 45+2' | Daniel de la Cruz |
| Amonestado | 46'   | José Quintero     |
| Amonestado | 82'   | Álex Arce         |

| Árbitro                 | Guillermo Guerrero |
| Árbitros asistentes     | Christian Lescano  |
| Árbitros asistentes     | Edwin Bravo        |
| Cuarto árbitro          | Anthony Díaz       |
| Quinto árbitro          | Mauricio Lozada    |
| VAR                     | Carlos Orbe        |
| Adicionales VAR         | Carlos Bayas       |
| Adicionales VAR         | Mónica Amboya      |
| Quality Mánager         | Luis Vera          |
| Asesor de árbitros      | Samuel Haro        |
| Comisario de juego      | Dennis Hidalgo     |
| Delegados de seguridad  | José Rosero        |
| Delegados de seguridad  | Juan Carlos Pico   |
| Delegados de seguridad  | Frank Tapia        |
| Oficiales de patrocinio | Lorena Ávila       |
| Oficiales de patrocinio | María Ávila        |
| Oficiales de patrocinio | Hugo Angos         |

| \| Estadísticas \| IDV \| LDU \| \| ---------------------- \| --- \| --- \| \| Tiros \| 25 \| 4 \| \| Tiros al arco \| 7 \| 2 \| \| Faltas \| 11 \| 14 \| \| Penales \| 0 \| 0 \| \| Tiros de esquina \| 12 \| 0 \| \| Fueras de juego \| 1 \| 2 \| \| Tarjetas amarillas \| 3 \| 6 \| \| Tarjetas rojas \| 0 \| 0 \| \| Posesión \| 73% \| 27% \| \| Pases \| 498 \| 197 \| \| Precisión de los pases \| 82% \| 56% \| | Alineación inicial |     |
| Estadísticas | IDV                | LDU |
| Tiros | 25                 | 4   |
| Tiros al arco | 7                  | 2   |
| Faltas | 11                 | 14  |
| Penales | 0                  | 0   |
| Tiros de esquina | 12                 | 0   |
| Fueras de juego | 1                  | 2   |
| Tarjetas amarillas | 3                  | 6   |
| Tarjetas rojas | 0                  | 0   |
| Posesión | 73%                | 27% |
| Pases | 498                | 197 |
| Precisión de los pases | 82%                | 56% |

|                                                   |
|                                                   |
| Campeón Liga Deportiva Universitaria 13.er título |